# 6 Близнецов
6 Близнецов (лат. 6 Geminorum), BU Близнецов (лат. BU Geminorum), HD 42543 — одиночная медленная неправильная переменная звезда в созвездии Близнецов на расстоянии приблизительно 5 000 световых лет (около 1 400 парсеков) от Солнца. Видимая звёздная величина звезды — от +5,74 до +8,10.

## Характеристики
6 Близнецов — красный сверхгигант спектрального класса M1-M2Ia-Iab. Масса — около 20 солнечных, радиус — около 821солнечного, светимость — около 86000 солнечных. Эффективная температура — около 3789 К.